# Сатурн (премія, 1973)

1-ша церемонія вручення нагород премії «Сатурн» заснована Академією наукової фантастики, фентезі та фільмів жахів за заслуги в царині кінофантастики, зокрема в галузі наукової фантастики та жахів за 1972 рік, що відбулася 18 травня 1973 року.
Нижче наведено повний список переможців. Вони виділені жирним.

## Переможці

### Найкращий науково-фантастичний фільм
- Бойня номер п'ять

### Найкращий фільм жахів
- Блакула